# Sigun Melander
Sigun Birgitta Melander, född Arvidsson 26 juli 1936 i Ljungby församling, Kronobergs län, död 7 oktober 2013 i Alingsås, var en svensk lärare, rektor, konstkritiker och fackboksförfattare.

## Biografi
Efter filosofie magister-examen vid Lunds universitet arbetade Sigun Melander som journalist på Göteborgs Handels- och Sjöfartstidning och Sydsvenska Dagbladet innan hon sadlade om och blev lärare i svenska och franska på högstadieskolan Ledetskolan i Alafors utanför Göteborg. Parallellt med undervisningen verkade hon som konstkritiker i Göteborgs-Posten och deltog ofta i den offentliga skoldebatten som en progressiv röst. Hon var under en period knuten som rådgivare åt Skolöverstyrelsen (SÖ). Hon är bland annat medförfattare till en lärobok i svenska för högstadiet och har skrivit en biografi över konstnären Ivar Arosenius. 1983 fick hon motta Libers Stora pris för sin gärning som språklärare.